# Філідор (рід)
Філідо́р (Philydor) — рід горобцеподібних птахів родини горнерових (Furnariidae). Представники цього роду мешкають в Центральній і Південній Америці.

## Види
Виділяють п'ять видів, включно з одним вимерлим:
- Філідор широкобровий (Philydor fuscipenne)
- Філідор рудогузий (Philydor erythrocercum)
- †Філідор лісовий (Philydor novaesi)
- Філідор чорноголовий (Philydor atricapillus)
- Філідор рудочеревий (Philydor pyrrhodes)

## Етимологія
Наукова назва роду Philydor походить від сполучення слів дав.-гр. θριψ — короїд і φαγος — їсти.